# Paradrina bimaculata
Paradrina bimaculata là một loài bướm đêm trong họ Noctuidae.